# Nubar Ozanyan
Nubar Ozanyan (orm. Նուպար Օզանեան, ps. Orhan Bakırcıyan, ur. 1956 w Yozgacie, zm. 14 sierpnia 2017 w Rakkce) – ormiański rewolucjonista, dowódca bojowych oddziałów Tureckiej Partii Komunistycznej / Marksiści-Leniniści (TKP/ML). Walczył w kilku konfliktach, zginął 2017 w bitwie przeciwko Państwu Islamskiemu w czasie oblężenia Rakki.

## Życiorys
Ozanyan urodził się 1956 w Yozgat w ubogiej ormiańskiej rodzinie. Jego matka zmarła, kiedy ten był jeszcze młody. Po ukończeniu szkoły podstawowej zainteresował się ideologią marksizmu i dołączył do TKP/ML. Po zamachu stanu w Turcji w 1980, Ozanyan wyjechał do Francji. Pod koniec lat 80. dołączył do TİKKO - wojskowego skrzydła TKP/ML. W 1988 udał się do Palestyny, gdzie walczył razem z Ludowym Frontem Wyzwolenia Palestyny przeciwko siłom Izraela podczas Pierwszej intifady. W 1990 przeszedł również szkolenie wojskowe prowadzone przez lokalnych bojowników w Dolinie Bekaa (Liban). W latach 1991–92 miał brać udział w walkach przeciwko Azerbejdżanowi w czasie wojny o Górski Karabach. W 1992 wrócił do tureckiej prowincji Tunceli, a następnie uczestniczył w lokalnym powstaniu maoistowskim. W tym czasie Ozanyan zaczął coraz bardziej angażować się w działalność TKP/ML i stał się ważnym organizatorem, ideologiem, rekruterem, trenerem oraz dowódcą wojskowym partii.
W 2013 szkolił bojowników TİKKO w irackim Kurdystanie. W lipcu 2015 został jednym z dowódców nowo utworzonego Międzynarodowego Batalionu Wolności (IFB) w Syrii, którego celem było wsparcie oddziałów YPG i YPJ przeciwko Państwu Islamskiemu. Jako członek IFB miał przeszkolić „wielu” kurdyjskich, tureckich, ormiańskich, arabskich, palestyńskich, greckich, kanadyjskich, sardyńskich, belgijskich i francuskich bojowników internacjonalistycznych. W międzyczasie próbował utrzymywać działalność TKP/ML w Turcji, gdzie partia stanęła w obliczu narastających problemów, kiedy Tureckie Siły Zbrojne nasiliły przeciwdziałanie grupom rebelianckim. Z tego powodu Ozanyan powrócił w 2016 lub na początku 2017, do prowincji Tunceli. Ostatecznie jednak wznowił swój udział w IFB. Do 2017 był czołowym dowódcą TİKKO w Syrii.
Ozanyan brał udział w bitwie o Ar-Rakkę, samozwańczą stolicę Państwa Islamskiego, podczas której zginął w walce 14 sierpnia 2017. Miał wówczas 61 lat.
Ceremonia pożegnalna dla Ozanyana zorganizowana została przez IFB, YPG i YPJ w Rakkce, a ciało zostało pochowane z pełnymi honorami wojskowymi w Al-Malikijja 28 sierpnia. Tysiące ludzi uczestniczyło w pogrzebie poległego dowódcy.

## Życie prywatne
Ozanyan mówił oraz pisał biegle w języku tureckim, ormiańskim oraz rosyjskim. Przetłumaczył kilka lewicowych traktatów.

## Brygada Męczennika Nubara Ozanyana
24 kwietnia 2019 w Syrii została sformowana Brygada Męczennika Nubara Ozanyana. Stanowi ona część Syryjskich Sił Demokratycznych, a za swój cel uznaje obronę ormiańskiej społeczności, jej kultury i języka, a także wszystkich mieszkańców Rożawy przed Państwem Islamskim oraz państwem tureckim, które określane jest jako „współczesny odpowiednik faszystowskiego Komitetu Jedności i Postępu”.